# Усть-Ту
Усть-Ту — упразднённый посёлок в Шимановском районе Амурской области России. Исключен из учётных данных в 1984 году. На момент упразднения входил в состав Ураловского сельсовета.

## География
Посёлок располагался на правом берегу реки Ту в месте впадения её в реку Зея, на расстоянии примерно 12 километров (по прямой) к югу от села Ураловка.

## История
Населённый пункт официально основан в 1926 году. В то же время, по некоторым сведениям, переселенческий участок Усть-Туйским начал заселятся в 1909 году.
По данным 1926 года Усть-Туйский состоял из 9 хозяйств и на нем проживало 73 человека. В административном отношении входил в состав Кухтеринского сельсовета Свободненского района Амурского округа Дальневосточного края.
В Усть-Ту располагалась сплавная контора Кухтеринского леспромхоза. В 1949 году Зейская сплавконтора организовала в селе подсобное хозяйство. После вырубки окрестных лесов, деревня начала пустеть. В 1967 году в ней числится всего 12 человек. Решением Амурского облисполкома № 45 § 1 от 31.01.1968 г. с. Усть-Ту исключено из учётных данных как фактически несуществующее. Но до 1980 году в нём продолжала проживать одна семья.
Решением Амурского исполкома от 29 августа 1984 года № 380, посёлок Усть-Ту повторно исключен из учётных данных как несуществующее.